# M26 Pacific Tank Trekker

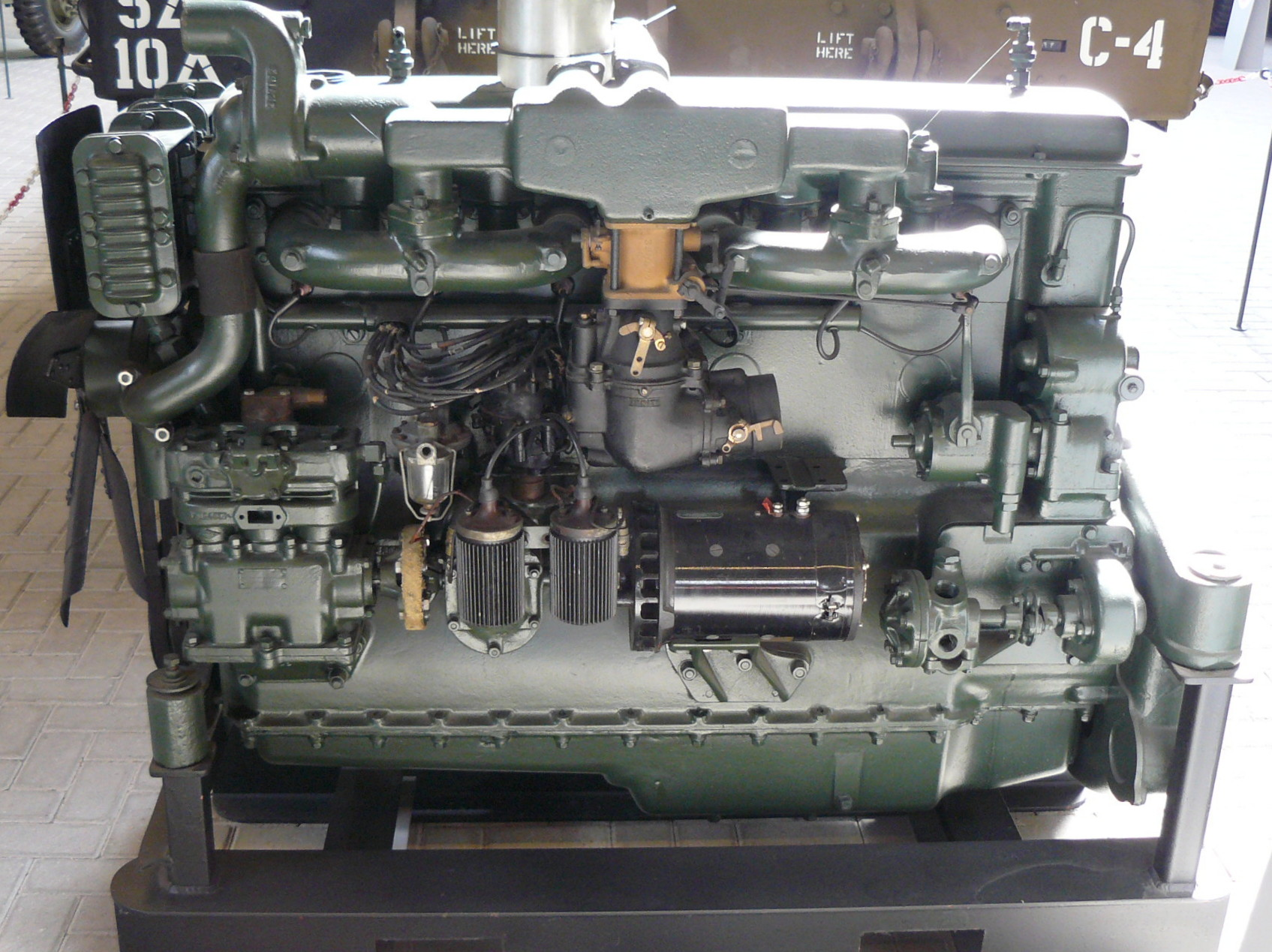
De Hall Scott 440 benzinemotor

De M26 Pacific Tank Trekker is tijdens de Tweede Wereldoorlog ontwikkeld als trekker voor het vervoer en bergen van zware tanks. Het Amerikaanse leger gaf het voertuig de aanduiding: Truck, 12 ton, 6x6, Tractor M26.
In combinatie met een 40 ton oplegger (M15) werd de combinatie ook wel M25 genoemd.

## Ontwikkeling
Het Amerikaanse leger gaf in oktober 1941 opdracht voor het ontwikkelen van een bergingsvoertuig en een oplegger voor het vervoer van middelzware tanks. In de opdracht stond verder vermeld dat het voertuig goed door moeilijk terrein kon doorkomen en een gepantserde cabine. De oplegger werd ontwikkeld door de Amerikaanse fabrikant Fruehauf.

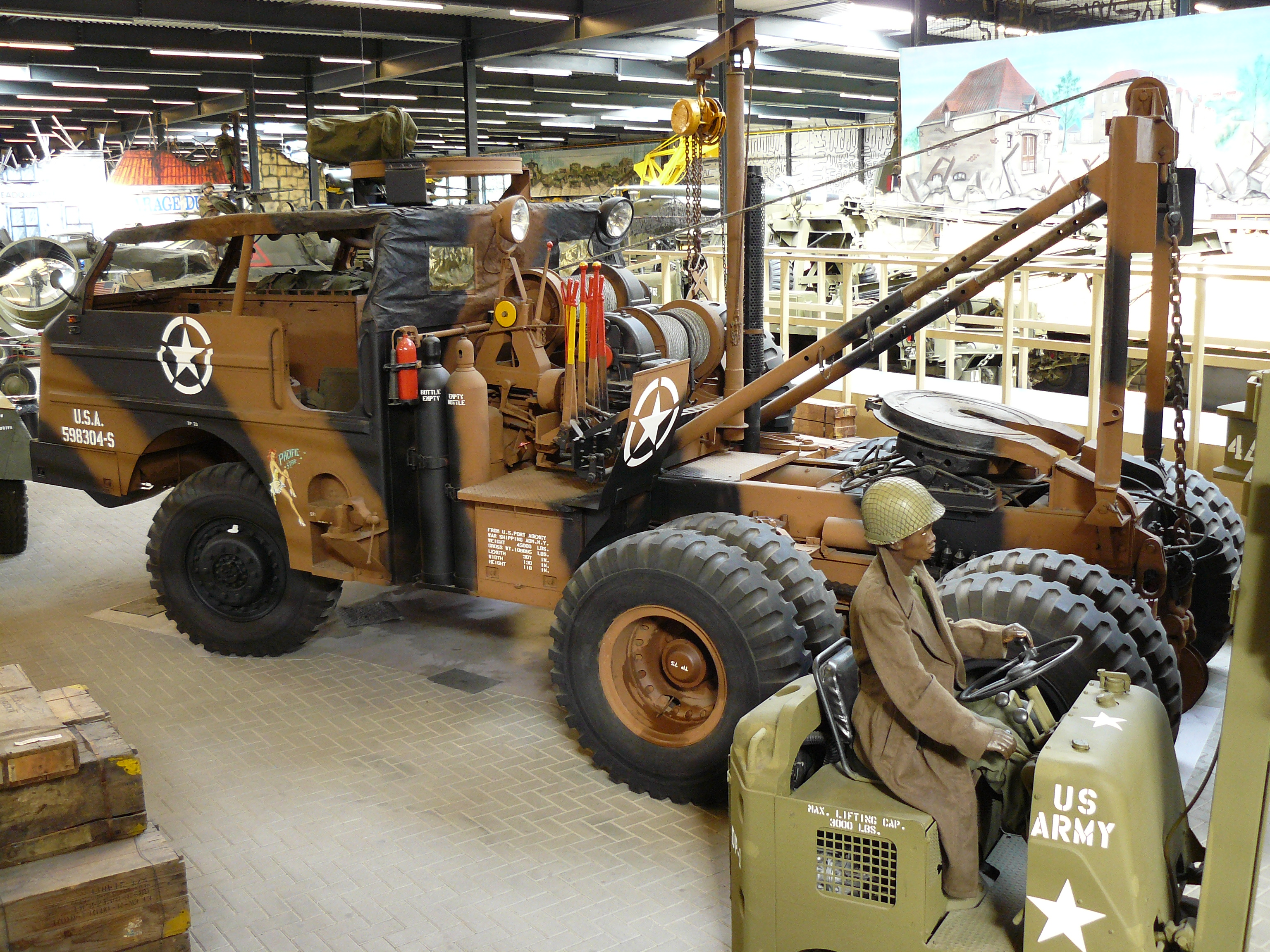
M26A1 trekker met opgesteld A-frame voor bergingsdoeleinden

De M26 trekker werd ontwikkeld door de Knuckey Truck Company uit California. Deze onderneming was gespecialiseerd in zware terreinwagens. Op basis van het ontwerp bestelde het leger medio 1942 een eerste voertuig die in September 1942 werd geleverd. Uit de test bleek de combinatie van trekker en oplegger succesvol en het leger wilde de combinatie gaan bestellen. De productie capaciteit van Knuckey was echter niet groot genoeg en de Pacific Car & Foundry van Seattle, Washington, kreeg de bouwopdracht.
De productie van de M26 startte in mei 1943 en er zijn in totaal 753 exemplaren gebouwd. In 1944 werd ook een ongepantserde versie, de M26A1, ontwikkeld waarvan er nog eens 619 zijn gemaakt. Na de oorlog werd deze laatste aangepast en kreeg de aanduiding M26A1. De belangrijkste verbetering was een elektrisch systeem van 24 volt.

## Beschrijving

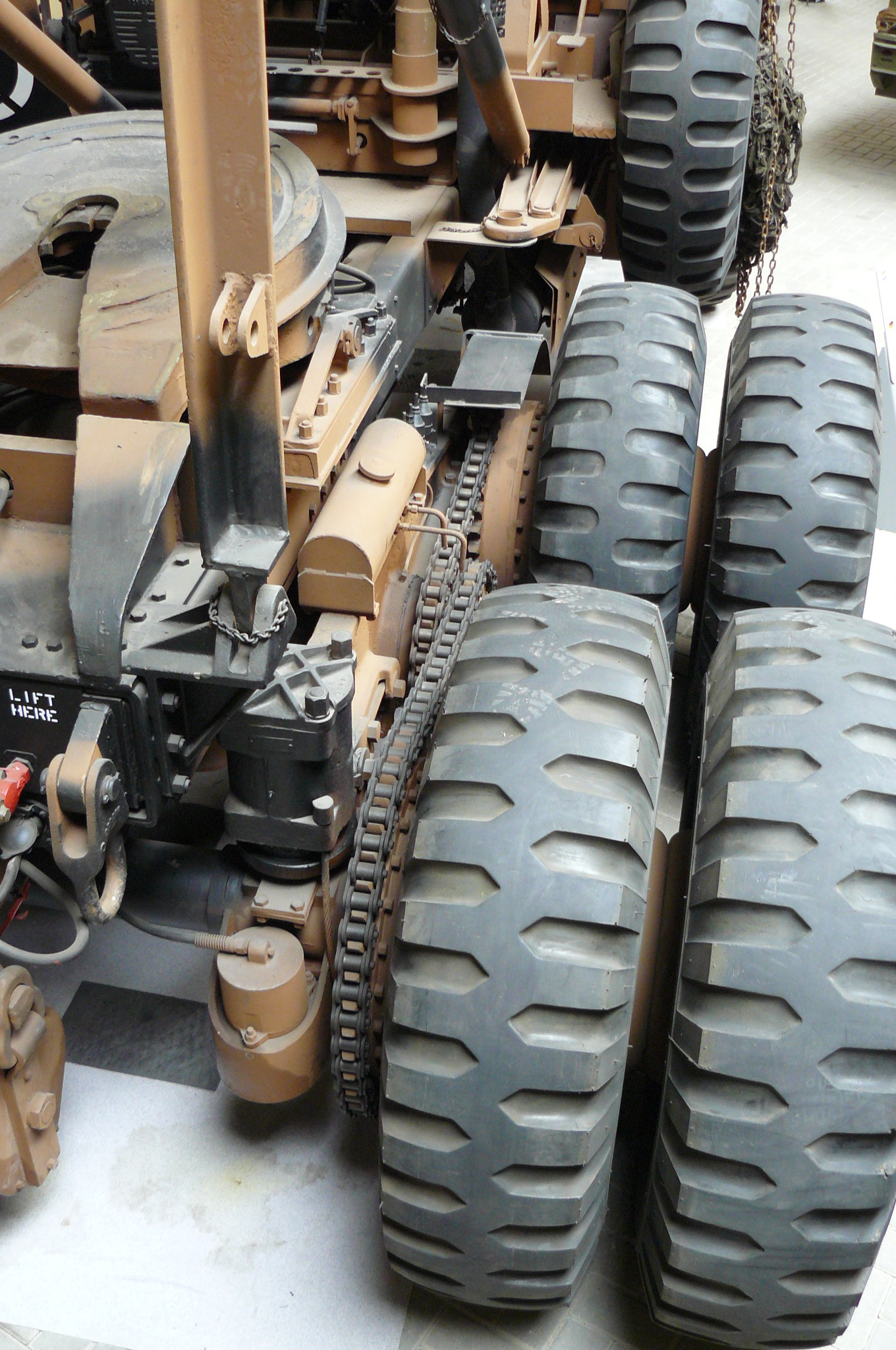
Kettingaandrijving op de achterwielen

De pantsercabine van de M26 was groot genoeg om de chauffeur en de zes personeelsleden te beschermen tegen kogels en granaatscherven. De ramen en radiator konden ook met stalen platen worden afgeschermd. Op dak was er ruimte voor de installatie van een .50 inch machinegeweer ter zelfverdediging.
Er waren drie lieren, waarvan één aan de voorzijde. Deze konden worden gebruikt voor het bergen van tanks en het laden van de oplegger. De capaciteit van de lieren was groot genoeg om zelfs zwaar beschadigde tanks te laden. De lieren, met uitzondering van de lier aan de voorzijde, werden buiten achter de cabine bediend en maakte de bemanning kwetsbaar.
De motor was van de Amerikaanse motorfabrikant Hall-Scott, van het type 440. Deze zescilinder in lijn benzinemotor was in staat om 240 pk te leveren bij 2000 toeren per minuut. De cilinderinhoud was 18.167 cc. Het voertuig had naast een normale versnellingsbak met vier versnellingen, twee hulpversnellingsbakken om het voertuig voldoende tractie te geven.
Van de zes wielen werden allen aangedreven (6x6), de achterwielen met zware kettingen wat het voertuig zeer apart maakte.
Vanaf 1953 werden de Pacifics uit dienst genomen.

## Oplegger
De oplegger M15 maakte deel uit van de combinatie Truck-trailer, 40-Ton, Tank Recovery, M25. De combinatie was ontworpen als bergingsvoertuig voor zware rupsvoertuigen. De M15 werd geladen met behulp van lieren op de trekker, tenzij het rupsvoertuig er zelf op kon rijden. Er kon een tank met een maximaal gewicht van 40,5 ton worden meegenomen. De bandenmaat van de oplegger waren gelijk aan die van de trekker, 14.00x24. De oplegger telde acht wielen; vier wielen aan beide zijden. De speciale, en flexibele, ophanging van de achterwielen maakte het mogelijk dat obstakels van 23 centimeter hoogte door ieder wiel afzonderlijk genomen konden worden. De zogenaamde schommel-as was tussen de achterwiel paren aan elke zijde geplaatst.